# 궁구눔
궁구눔(라르사의 왕)은 아모리트 인이며 라르사 왕조의 5번째 지배자였다. 그는 기원전 1932년에서 기원전 1906년까지 다스렸다.
지배자로서 그는 우르를 정복하였고 이신의 라이벌 제국을 이루었다.

## 같이 보기
- 근동의 고대사 연대학